# CS U Alba Iulia
Clubul Sportiv Universitatea Alba Iulia, cunoscut și sub numele de CS Universitatea Alba Iulia, sau pur și simplu sub denumirea de CSU Alba Iulia, este o Românian echipă de fotbal cu sediul în Alba Iulia, Albaria joacă în prezent în [[]Liga română, promoția a III-a, jud. sezonul sezonul 2021–22.
Echipa reprezintă secția de fotbal a club polisportiv CSU Alba Iulia, care mai cuprinde atletism, baschet feminin, [[CSU Alba Iulia (rugby)|secția de rugby a CSU Alba Iulia] și haltere] masculin.

## Istorie
Clubul Sportiv Universitar din Alba Iulia, aflat în subordinea Universității ”1 Decembrie 1918” din Alba Iulia, a fost înființat prin Ordin al Ministerului Educației, Cercetării și Tineretului în anul 2009. Pornit la drum cu un număr de trei secții (atletism, baschet și rugby), clubul a reușit să se dezvolte treptat și a ajuns în prezent să dețină în Certificatul de Identitate sportivă un număr de 11 secții.
De-a lungul timpului, sportivii clubului CS U Alba Iulia, în mare parte studenți ai Universității ”1 Decembrie 1918” au reușit să obțină performanțe remarcabile la nivel național și chiar internațional, atât la ramurile sportive de echipă, cât și în sporturile individuale.

## Sectia de fotbal
CSU Alba Iulia a fost înființată în 2009, cu sprijinul Universitații din Alba Iulia, având trei secții sportive (atletism, baschet și rugby). Echipa de fotbal a fost înființată în 2018 și s-a înscris în Liga V – Județul Alba, al cincilea nivel al sistemului ligii de fotbal românești. 
Sub conducerea lui Vasile Ursu și cu jucători cu experiență precum Ioan Neag și Fabian Himcinschi, CSU a terminat pe locul 1 în Seria a II-a la finalul sezonului 2018–19, promovând în liga a patra.
Sezonul 2019–20 a fost suspendat în martie 2020 din cauza pandemiei COVID-19, cu echipa universitară pe locul 2, implicată în lupta pentru promovare, la 5 puncte de Ocna Mureș.
sezonul următor a fost anulat și în județul Alba din cauza numeroaselor echipe care nu au îndeplinit condițiile protocolului medical impus de Federația Română de Fotbal.
În Sezonul 2021–22, cu Mihai Manea ca antrenor principal, echipa a terminat pe locul 1 și a câștigat play-off-ul de promovare împotriva CSO Baraolt, [[Liga IV Covasna|Covasna, în total, campioana a 18-a în județul Covasna] (11–2 acasă și 7–1 în deplasare).
În primul sezon din Liga III, condus de Manea, CSU a reușit să urce pe locul 5 în play-out-ul din Seria a IX-a după ce a terminat pe locul 7 în sezonul regulat. sezonul următor a fost mai bun pentru Studenți, reușind să se califice în play-off-ul din Seria a IX-a, după o luptă puternică cu Unirea Ungheni și concetățenii de la Unirea Alba Iulia.

## Teren
Inițial echipa Clubului Sportiv Universitar din Alba Iulia și-a jucat meciurile de acasă pe Stadionul Cetate din Alba Iulia, dar din primăvara anului 2024 echipa și-a mutat meciurile de acasă la Baza Sportivă Pielarul din Sebeș.

## Palmares
Liga IV – Județul Alba
- Câștigători (1): 2021–22
- Al doilea loc (1): 2019–20

Liga V – Județul Alba
- Câștigători (1): 2018–19

## Parcursul intern pe sezoane
| Sezon   | Nivel | Divizia              | Loc | Note | Cupa României |
| ------- | ----- | -------------------- | --- | ---- | ------------- |
| 2024–25 | 3     | Liga III (Seria VII) | TBD |      |               |
| 2023–24 | 3     | Liga III (Seria IX)  | 4th |      |               |
| 2022–23 | 3     | Liga III (Seria IX)  | 5th |      |               |

| Sezon   | Nivel | Divizia      | Loc     | Note     | Cupa României |
| ------- | ----- | ------------ | ------- | -------- | ------------- |
| 2021–22 | 4     | Liga IV (AB) | 1st (C) | Promovat |               |
| 2019–20 | 4     | Liga IV (AB) | 2nd     |          |               |
| 2018–19 | 5     | Liga V (AB)  | 1st (C) | Promovat |               |